# Steve Roper & Mike Nomad
Steve Roper & Mike Nomad är en klassisk amerikansk äventyrsserie för dagspress, med en lång och brokig historia. Den har sin bakgrund i serien The Great Gusto från 1936, och nuvarande namn gäller sedan 1969. Serien lades ner 2004.

## Historik

### Bakgrund
Ursprunget till serien kan spåras till The Great Gusto, skapad av Allen Saunders och Elmer Woggon 1936. Huvudpersonen var en kringresande försäljare av mirakelmedicinen "Ka-Zowie Kure-All". Till sin hjälp hade han en indianhövding vid namn Wahoo. Det dröjde dock inte länge innan Wahoo blev så populär att han fick ta över serien helt och hållet. Redan 1937 byttes namnet till Big Chief Wahoo. Under den här perioden var serien av mer komisk karaktär.

### Steve Roper introduceras
Stilen kom dock att ändras 1940. Då gjorde reportern Steve Roper entré, och serien blev mer realistisk både vad gäller handling och teckningsstil.
1945 byttes namnet på serien till Steve Roper & Big Chief Wahoo, och några år senare blev det kort och gott Steve Roper. Wahoo fanns kvar som komisk bifigur ett tag men försvann sedan för gott ur serien. Avsnitt från Roper & Wahoo-perioden har publicerats på svenska i Agent X9.
1954 blev William Overgard seriens tecknare, och 1955 efterträddes Allen Saunders av sin son John som författare.

### Mike Nomad introduceras
Strax därefter introducerades en figur som Overgard skapat men inte lyckats sälja in som egen serie, nämligen tuffingen Mike Nomad. Historien upprepade sig, och Mike blev med tiden seriens huvudperson. 1969 byttes namnet till Steve Roper & Mike Nomad. Det är denna period av serien som är mest känd för svenska läsare, då den under lång tid var en av huvudserierna i Seriemagasinet.
1984 lämnade Overgard (1926–1990) serien och Fran Matera tog över som tecknare. Saunders skrev serien fram till sin död 2003. Den spökskrevs av Keith Brenner fram till dess att den lades ner den 26 december 2004.